# Xestaspis
Genre
Synonymes
- Hytanis Simon, 1893

Xestaspis est un genre d'araignées aranéomorphes de la famille des Oonopidae.

## Distribution
Les espèces de ce genre se rencontrent en Asie, en Afrique et en Océanie. Xestaspis parmata a été introduite en Amérique.

## Liste des espèces
Selon World Spider Catalog (version 25.0, 27/01/2024) :
- Xestaspis biflocci Eichenberger, 2012
- Xestaspis kandy Eichenberger, 2012
- Xestaspis linnaei Ott & Harvey, 2008
- Xestaspis loricata (L. Koch, 1873)
- Xestaspis nitida Simon, 1885
- Xestaspis nuwaraeliya Ranasinghe & Benjamin, 2016
- Xestaspis padaviya Ranasinghe & Benjamin, 2016
- Xestaspis parmata Thorell, 1890
- Xestaspis paulina Eichenberger, 2012
- Xestaspis pophami Ranasinghe & Benjamin, 2016
- Xestaspis recurva Strand, 1906
- Xestaspis rostrata Tong & Li, 2009
- Xestaspis semengoh Eichenberger, 2012
- Xestaspis sertata Simon, 1907
- Xestaspis shoushanensis Tong & Li, 2014
- Xestaspis sis Saaristo & van Harten, 2006
- Xestaspis sublaevis Simon, 1893
- Xestaspis tumidula Simon, 1893
- Xestaspis yemeni Saaristo & van Harten, 2006

## Systématique et taxinomie
Ce genre a été décrit par Simon en 1885. Il est placé dans les Oonopidae par Simon en 1890.
Hytanis a été placé en synonymie par Brescovit, Bonaldo, Ott et Chavari en 2019.

## Publication originale
- Simon, 1885 : « Arachnides nouveaux d'Algérie. » Bulletin de la Société Zoologique de France, vol. 9, p. 321-327 (texte intégral).